# Kenbak-1
Kenbak-1は1970年にケンバック (Kenbak Corporation) のジョン・V・ブランケンベイカー (John V. Blankenbaker) によって発明され、1971年初めに発売されたコンピュータ。
コンピュータ歴史博物館および米国コンピュータ・ロボット博物館によって世界最初のパーソナルコンピュータと考えられている。生産台数は50台にとどまった。システムは750米ドルで発売された。2015年時点で世界に14台のみがコレクターの手元に存在するといわれている。Kenbak-1は1973年にケンバックの廃業と同時に生産を終了し、CTI・エデュケーション・プロダクツ (CTI Education Products, Inc.) に引き継がれた。CTIはそれを自社ブランドのH5050として販売したが、奮うことはなかった。
Kenbak-1は最初のマイクロプロセッサが登場するよりも前に発明されたため、ワンチップのCPUを持たず、代わりに小規模集積TTLチップがベースになっていた。この8ビットマシンは256バイトのメモリを搭載し、インテルの1404シリコンゲートMOSシフトレジスタによって実装されていた。命令サイクルタイムは1マイクロ秒（1MHzの命令クロック速度と同等）だが、シリアルメモリへの低速なアクセスなどアーキテクチャの制約から、実際の平均的な実行速度は1秒間に1000命令未満であった。
マシンは並んでいるボタンとスイッチを使った純粋な機械語によってプログラムされ、出力は電球の列で成り立っていた。